# La Souris bleue
Pour les articles homonymes, voir La Souris bleue (homonymie).
Pour plus de détails, voir Fiche technique et Distribution.
La Souris bleue est un  film français, de coproduction franco-allemande, réalisé par Pierre-Jean Ducis et sorti en 1936.  

## Fiche technique
- Titre français : La Souris bleue
- Titre en allemand : Die blaue Maus
- Réalisation : Pierre-Jean Ducis
- Superviseur à la réalisation : Raoul Ploquin
- Scénario et dialogue : René Pujol
- Décors : Carl Ludwig Kirmse
- Photographie : Willy Winterstein
- Musique : Werner Eisbrenner -  Chanson : Bonjour... Bonsoir... interprétée par Jeanne Aubert & l'Orchestre Marcel Cariven - Disque Columbia DF 2072 - Novembre 1936[1]
- Sociétés de production : UFA et ACE
- Directeur de production : Pierre Brauer  et Raoul Ploquin
- Pays  :  France -  Allemagne
- Format :  Noir et blanc - 1,33:1 - 35 mm - Son mono
- Genre : Comédie romantique
- Durée : 100 minutes
- Date de sortie : 
  - France : 12 juin 1936
- Affiche : René Péron (France)

## Distribution
- Henri Garat : René Baron
- Félix Oudart : Leboudier
- Jeanne Aubert : Nénette
- Mireille Perrey : Madame Rigaud
- Monique Rolland : Yvonne
- Alfred Pizella : Mathieu, l'interprète
- Marcelle Praince : Madame Leboudier
- Betty Rowe : Miss Petitfair
- Robert Arnoux : Rigaud
- Charles Fallot :  Monsieur Martin
- Bill-Bocketts
- Yvonne Hébert
- Roberta